# عويجل
عويجل  قرية سوريّة تتبع إداريّاً لمحافظة حلب منطقة الأتارب ناحية أورم الكبرى، بلغ تعداد سكانها 2,407 نسمة حسب التعداد السكاني لعام 2004.